# كاتارينا غروييتش
كاتارينا غروييتش (بالصربية: Катарина Грујић) هي مغنية صربية ولدت في يوم 20 مايو 1992 في مدينة بلغراد عاصمة صربيا. بدأت الغناء في سنة 2012 واشتهرت بعد اشتراكها في برنامج ذا إكس فاكتور في النسخة الصربية. في سنة 2018 أنتجت أول ألبوم لها.